# Veitchia
Veitchia é um género botânico pertencente à família Arecaceae.

## Espécies
- Veitchia arecina Becc.
- Veitchia filifera (H.Wendl.) H.E.Moore
- Veitchia joannis H.Wendl. (Joannis palm)
- Veitchia lepidota (H.E.Moore) C.Lewis & Zona
- Veitchia metiti Becc.
- Veitchia pachyclada (Burret) C.Lewis & Zona
- Veitchia simulans H.E.Moore
- Veitchia spiralis H.Wendl.
- Veitchia subdisticha (H.E.Moore) C.Lewis & Zona
- Veitchia vitiensis (H.Wendl.) H.E.Moore
- Veitchia winin H.E.Moore